# Белкастел е Бик
Белкастел е Бик (фр. Belcastel-et-Buc) насеље је и општина у јужној Француској у региону Лангдок-Русијон, у департману Од која припада префектури Лиму.
По подацима из 2011. године у општини је живело 73 становника, а густина насељености је износила 5,16 становника/km². Општина се простире на површини од 14,15 km². Налази се на средњој надморској висини од 490 метара (максималној 802 m, а минималној 273 m).

## Демографија
| 1962. | 1968. | 1975. | 1982. | 1990. | 1999. | 2011. |
| ----- | ----- | ----- | ----- | ----- | ----- | ----- |
| 41    | 55    | 61    | 63    | 62    | 58    | 73    |

График промене броја становника у току последњих година